# Eustiromastix keyserlingi
Eustiromastix keyserlingi là một loài nhện trong họ Salticidae.
Loài này thuộc chi Eustiromastix. Eustiromastix keyserlingi được Władysław Taczanowski miêu tả năm 1878.